# Michael Carter-Williams
Michael Carter-Williams (Hamilton, 10 de outubro de 1991) é um ex- jogador norte-americano de basquete profissional.
Depois de jogar basquete universitário pela Universidade de Syracuse, ele foi selecionado pelo Philadelphia 76ers como a 11ª escolha geral no Draft da NBA de 2013. 
Ele foi nomeado Novato do Ano da NBA em 2014. Ele também jogou pelo Milwaukee Bucks, Chicago Bulls, Charlotte Hornets e Houston Rockets.

## Carreira no ensino médio

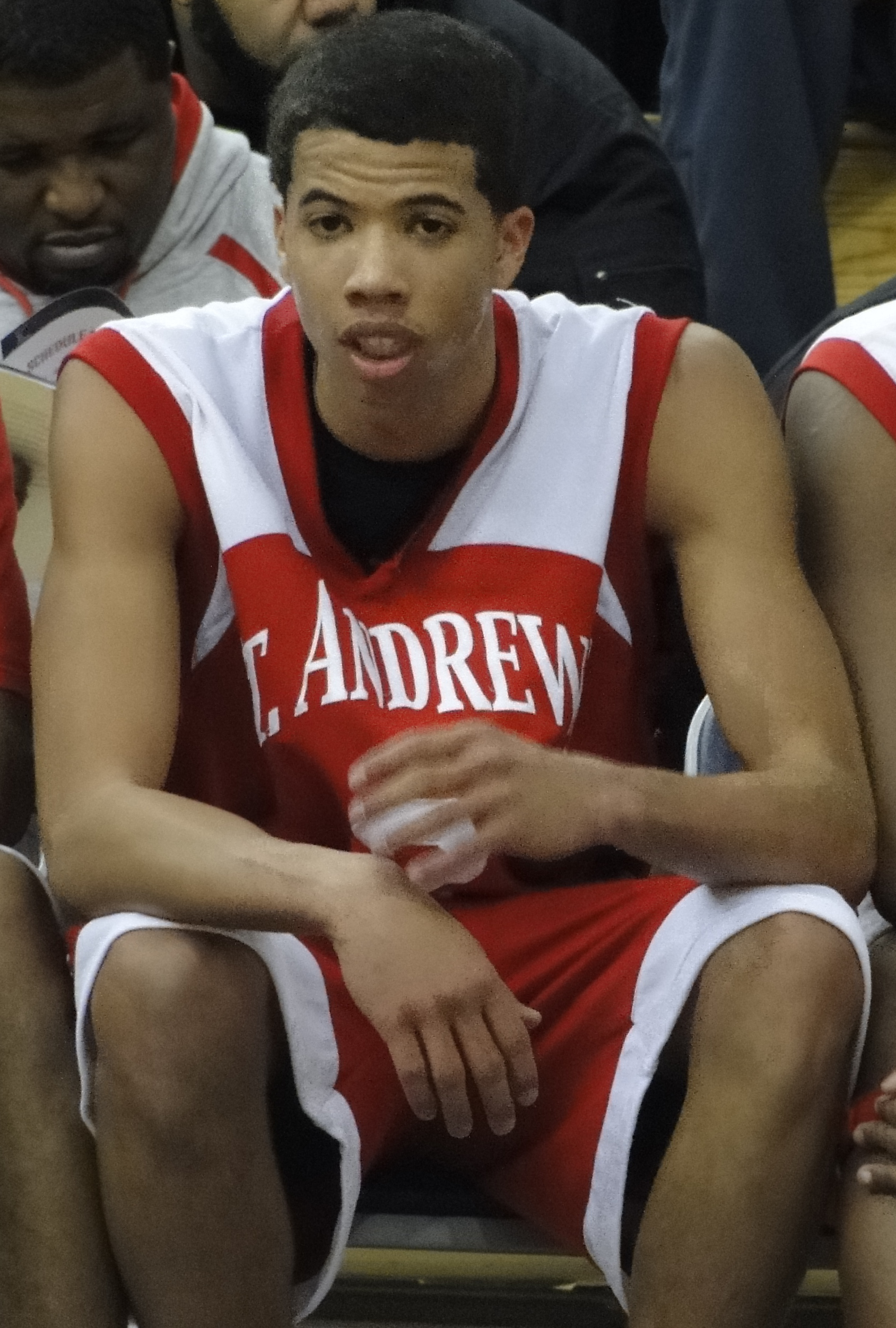
Carter-Williams em 2010

Carter-Williams estudou na Hamilton-Wenham Regional High School em Hamilton, Massachusetts. Ele tinha 1,80m como calouro e liderou sua equipe e conferência na pontuação com 20 pontos e foi campeão da liga.
Em 2008, Carter-Williams foi transferido para o St. Andrew's em Barrington, Rhode Island, onde viveu em um dormitório durante seus últimos três anos de ensino médio. Em seus três anos como titular, ele teve médias de 25,4 pontos. Em seu último ano, ele teve médias de 23,2 pontos, 8,3 rebotes e 5,5 assistências.
Após seu segundo ano no ensino médio, Carter-Williams comprometeu-se a frequentar a Universidade de Syracuse.
Mais tarde, em sua carreira no ensino médio, ele jogou no mesmo time da AAU que o futuro companheiro de equipe dos 76ers, Nerlens Noel.
| Nome | Cidade Natal                 | Escola       | Altura             | Peso           | Data                  |
| --- | ---------------------------- | ------------ | ------------------ | -------------- | --------------------- |
| Michael Carter-Williams SG | Hamilton, Massachusetts      | St. Andrew's | 6 ft 5 in (1.96 m) | 175 lb (79 kg) | 1 de Novembro de 2009 |
| Michael Carter-Williams SG | Recrutamento: Rivais: Scout: |              |                    |                |                       |
| - Nota: Em muitos casos, Scout, Rivals, 247Sports e ESPN podem entrar em conflito em suas listas de altura e peso, nestes casos, a média foi obtida. - Fonte: |                              |              |                    |                |                       |

## Carreira universitária

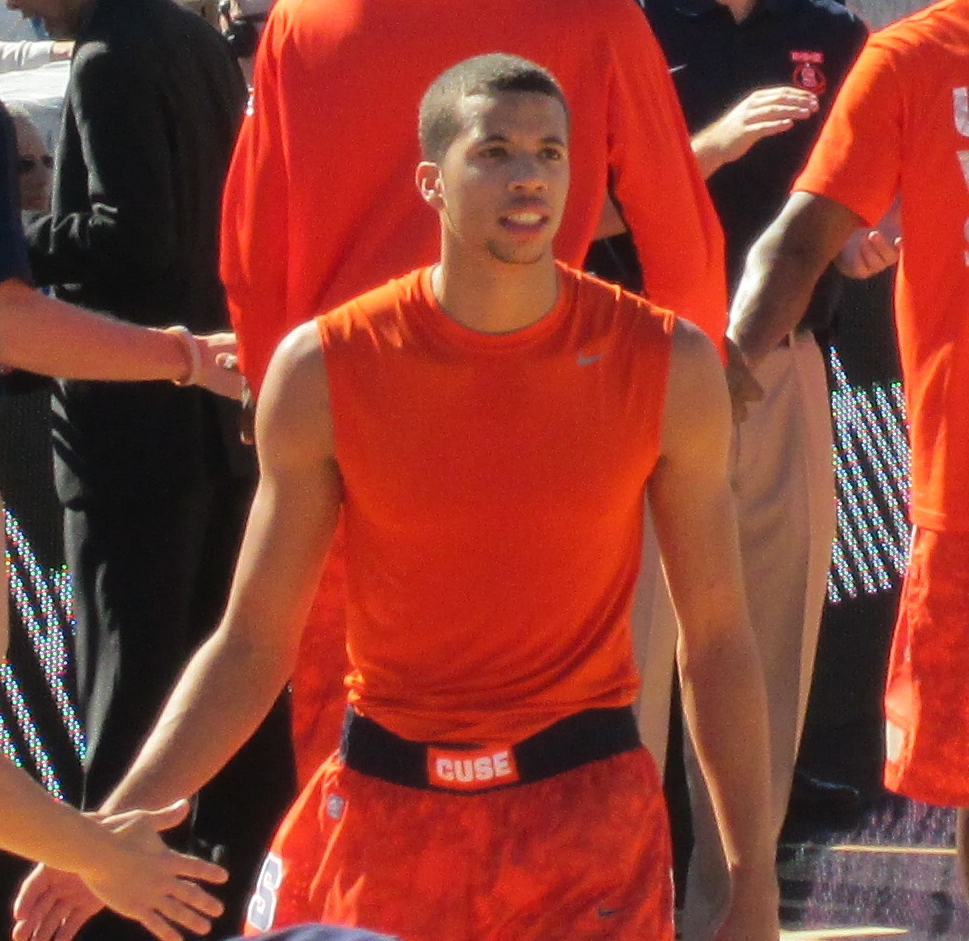
Carter-Williams se aquecendo antes de seu jogo no USS Midway.

Foi uma primeira temporada difícil para ele, que não jogou em 100 jogos e recebeu minutos esporádicos em outros. Ele terminou a temporada com médias de 2,7 pontos, 2,1 rebotes em 10,3 minutos em 26 jogos totais.
Durante a pós-temporada de 2012, Carter-Williams trabalhou em seu jogo, desde levantar pesos diariamente e beber shakes de proteína para tentar ficar mais forte a fazer exercícios de arremesso todas as manhãs. Seu trabalho duro durante a pós-temporada se traduziu no surgimento de uma estrela em Syracuse e um dos melhores armadores do país durante a temporada de 2012-13. Ele foi titular no primeiro jogo de Syracuse e manteve esse papel durante toda a temporada, sendo titular em todos os 40 jogos. Ele terminou a temporada com médias de 11,9 pontos, 5,0 rebotes, 7,3 assistências e 2,7 roubos em 35,2 minutos.
Em 10 de abril de 2013, Carter-Williams declarou-se para o Draft da NBA, esquecendo seus dois últimos anos de elegibilidade universitária.

## Carreira profissional

### Philadelphia 76ers (2013–2015)

#### Temporada 2013–14: Novato do Ano
Carter-Williams foi selecionado pelo Philadelphia 76ers como a 11º escolha geral no Draft da NBA de 2013. Ele, juntamente com Nerlens Noel, foi oficialmente contratado pelos 76ers em 24 de setembro de 2013. Em 30 de outubro de 2013, em sua estreia na NBA, ele registrou 22 pontos, 12 assistências, 7 rebotes e 9 roubos (o maior número de roubos já feitos por um novato na estreia) na vitória por 114-110 sobre Miami Heat. Menos de uma semana depois, ele registrou 26 pontos e 10 assistências na vitória por 107-104 sobre o Chicago Bulls. Ele foi posteriormente nomeado o Jogador da Semana na sua primeira semana na NBA, um feito alcançado pela última vez por Shaquille O'Neal em 1992. Em 9 de novembro de 2013, Carter-Williams registrou 21 pontos e 13 assistências em uma derrota por 127-125 para o Cleveland Cavaliers.
Em 3 de dezembro de 2013, ele registrou seu primeiro triplo-duplo com 27 pontos, 12 rebotes e 10 assistências em uma vitória por 126-125 sobre o Orlando Magic. O novato Victor Oladipo do Magic também registrou seu primeiro triplo-duplo da carreira no mesmo jogo, marcando a primeira e única vez na história da NBA que dois novatos registraram seus primeiros triplos-duplos no mesmo jogo. A última vez que dois jogadores haviam registrado seus primeiros triplos-duplos da carreira no mesmo jogo foi quando Donnie Butcher e Ray Scott do Detroit Pistons fizeram isso em 14 de março de 1964 (eles não eram novatos). Foi também a primeira vez que dois oponentes registraram triplos-duplos no mesmo jogo desde Caron Butler e Baron Davis em 23 de novembro de 2007.
Carter-Williams foi nomeado o Novato do Mês da Conferência Leste de outubro e novembro de 2013. Ele liderou todos os novatos na pontuação (17,2), assistências (7,3), roubos (2,92) e minutos (36,2) ao longo deste trecho. Ele foi novamente nomeado Novato do Mês da Conferência Leste em janeiro de 2014. Em janeiro, ele liderou todos os novatos na pontuação (16,5) e ficou em segundo lugar em rebotes (5,6), assistências (5,6) e minutos (33,3). Durante o mês de fevereiro, Carter-Williams participou do BBVA Rising Stars Challenge e do Taco Bell Skills Challenge.
Em 10 de março de 2014, ele registrou seu segundo triplo-duplo na carreira com 23 pontos, 10 assistências e 13 rebotes na derrota por 123-110 para o New York Knicks. Ele se tornou o primeiro novato na história dos 76ers a registrar dois triplos-duplos em uma temporada. Carter-Williams foi nomeado o Novato do Mês da Conferência Leste de março. Ele é o primeiro novato na história dos 76ers a ser nomeado três vezes o novato da conferência. Em 14 de abril de 2014, Carter-Williams registrou 21 pontos e 14 rebotes, o mais número registrado por um armador na temporada de 2013-14.
Carter-Williams terminou sua temporada de estreia com médias de 16,7 pontos, 6,2 rebotes e 6,3 assistências. Ele é um dos apenas 3 jogadores na história da NBA a ter médias de 16 pontos, 6 rebotes e 6 assistências em uma temporada de estreia, sendo os outros Oscar Robertson e Magic Johnson. Em 5 de maio de 2014, ele foi nomeado o Novato do Ano da NBA, tornando-se o primeiro novato a ser selecionado como a 10 ou maior escolha geral a ganhar o prêmio desde Mark Jackson em 1987.

#### Temporada de 2014–15
Depois de passar por uma cirurgia no ombro em maio de 2014, Carter-Williams posteriormente perdeu a Summer League de 2014 e os treinos de pré-temporada, antes de mais tarde ser descartado para o início da temporada de 2014-15. Apesar da lesão, os 76ers exerceram sua opção de renovação no contrato de novato de Carter-Williams em 31 de outubro, estendendo o contrato até a temporada de 2015-16.
Carter-Williams retornou da lesão em 13 de novembro para fazer sua estreia na temporada contra o Dallas Mavericks. Em 30 minutos, ele registrou 19 pontos, 8 rebotes e 5 assistências em uma derrota por 123-70. Em 29 de novembro de 2014, ele registrou seu terceiro triplo-duplo na carreira com 18 pontos, 10 rebotes e 16 assistências na derrota por 110-103 para o Dallas Mavericks. Ele registrou seu quarto triplo-duplo da carreira em 13 de dezembro de 2014 com 16 pontos, 11 rebotes e 11 assistências na derrota por 120-115 para o Memphis Grizzlies. Em 30 de janeiro, ele registrou seu quinto triplo-duplo da carreira com 17 pontos, 10 rebotes e 10 assistências na vitória por 103-94 sobre o Minnesota Timberwolves.

### Milwaukee Bucks (2015–2016)
Em 19 de fevereiro de 2015, Carter-Williams foi negociado com o Milwaukee Bucks em uma troca de três equipes que também envolveu o Phoenix Suns. Como parte do acordo, Milwaukee também recebeu Tyler Ennis e Miles Plumlee de Phoenix, enquanto Phoenix recebeu Brandon Knight de Milwaukee.
Em 25 de fevereiro, ele fez sua estreia pelos Bucks, registrando 7 pontos e 8 assistências como titular na vitória por 104-88 sobre o Philadelphia 76ers. Em 8 de abril, ele marcou 30 pontos na derrota para o Cleveland Cavaliers. Cinco dias depois, ele marcou 30 pontos em seu primeiro jogo de volta na Filadélfia.
Carter-Williams começou a temporada de 2015-16 com médias de 12,8 pontos, 6,8 assistências, 4,5 rebotes, 1,8 roubos e 1,0 bloqueios nos quatro primeiros jogos. Posteriormente, ele perdeu os próximos cinco jogos com uma lesão no tornozelo, retornando à ação em 14 de novembro. 
Ele foi titular nos seus primeiros 11 jogos na temporada antes de ir para o banco em 29 de novembro após uma série de atuações ruins. Entre 14 de novembro e 27 de novembro, ele teve uma média de 9,1 pontos, 3,7 assistências e 2,4 rebotes. 
Em 5 de dezembro, ele teve seu melhor jogo desde a abertura da temporada, registrando 20 pontos, 5 assistências e 3 rebotes em uma vitória por 106-91 sobre o New York Knicks. Em 8 de janeiro, ele registrou 15 pontos e 12 rebotes na vitória por 96-95 sobre o Dallas Mavericks. Em 1º de fevereiro, ele registrou 18 pontos e 13 assistências na derrota para o Sacramento Kings. Em 7 de março, ele foi descartado para o resto da temporada com uma lesão no quadril esquerdo.

### Chicago Bulls (2016–2017)
Em 17 de outubro de 2016, Carter-Williams foi negociado com o Chicago Bulls em troca de Tony Snell.
Ele fez sua estreia pelos Bulls na abertura da temporada em 27 de outubro de 2016, registrando cinco pontos, seis rebotes e três assistências na vitória por 105-99 sobre o Boston Celtics.
Em 1º de novembro de 2016, ele foi descartado por quatro a seis semanas depois de sofrer uma contusão óssea no joelho e uma entorse no pulso esquerdo. Ele retornou ao time dos Bulls em 26 de dezembro de 2016 e terminou com um ponto em 19 minutos contra o Indiana Pacers.
Em 3 de fevereiro de 2017, ele registrou 23 pontos, nove rebotes e seis assistências na derrota por 121-117 para o Houston Rockets.

### Charlotte Hornets (2017–2018)
Em 7 de julho de 2017, Carter-Williams assinou com o Charlotte Hornets. Em 9 de março de 2018, ele foi descartado para o resto da temporada com uma ruptura no ombro esquerdo.

### Houston Rockets (2018–2019)
Em 6 de julho de 2018, Carter-Williams assinou com o Houston Rockets.
Em 7 de janeiro de 2019, Carter-Williams foi negociado para o Chicago Bulls em troca de uma escolha de segunda rodada em 2020. Ele foi imediatamente dispensado pelos Bulls.

### Orlando Magic (2019)
Em 15 de março de 2019, Carter-Williams assinou um contrato de 10 dias com o Orlando Magic. Ele assinou um segundo contrato de 10 dias em 25 de março. No mesmo dia, ele registrou 15 pontos na vitória por 119-98 sobre sua ex-equipe, o Philadelphia 76ers. Em 4 de abril de 2019, o Magic contratou Carter-Williams para o restante da temporada e dispensou Isaiah Briscoe.
Em 10 de julho de 2019, Carter-Williams re-assinou com o Magic.

## Estatísticas na NBA

### NBA

#### Temporada Regular
| Ano      | Equipe       | PJ  | PT  | MPJ  | AP   | 3P   | LL   | RT  | AS  | BR  | TO | PPJ  |
| -------- | ------------ | --- | --- | ---- | ---- | ---- | ---- | --- | --- | --- | -- | ---- |
| 2013–14  | Philadelphia | 70  | 70  | 34.5 | .405 | .264 | .703 | 6.2 | 6.3 | 2.0 | .6 | 16.7 |
| 2014–15  | Philadelphia | 41  | 38  | 33.9 | .380 | .256 | .643 | 6.2 | 7.4 | 1.5 | .4 | 15.0 |
| 2014–15  | Milwaukee    | 25  | 25  | 30.3 | .429 | .143 | .780 | 4.0 | 5.6 | 2.0 | .5 | 14.1 |
| 2015–16  | Milwaukee    | 54  | 37  | 30.5 | .452 | .273 | .654 | 5.1 | 5.2 | 1.5 | .8 | 11.5 |
| 2016–17  | Chicago      | 45  | 19  | 18.8 | .366 | .234 | .753 | 3.4 | 2.5 | .8  | .5 | 6.6  |
| 2017–18  | Charlotte    | 52  | 2   | 16.1 | .332 | .237 | .820 | 2.7 | 2.2 | .8  | .4 | 4.6  |
| 2018–19  | Houston      | 16  | 1   | 9.1  | .410 | .368 | .462 | .8  | 1.3 | .6  | .4 | 4.3  |
| 2018–19  | Orlando      | 12  | 0   | 18.9 | .339 | .158 | .741 | 4.8 | 4.1 | .9  | .8 | 5.4  |
| 2019–20  | Orlando      | 45  | 0   | 18.5 | .427 | .293 | .832 | 3.3 | 2.4 | 1.1 | .5 | 7.2  |
| 2020–21  | Orlando      | 31  | 25  | 25.8 | .389 | .246 | .613 | 4.5 | 4.2 | .8  | .5 | 8.8  |
| Carreira | Carreira     | 391 | 217 | 23.6 | .392 | .247 | .700 | 4.4 | 4.1 | 1.2 | .5 | 9.4  |

#### Playoffs
| Ano      | Equipe    | PJ | PT | MPJ  | AP   | 3P   | LL   | RT  | AS  | BR  | TO  | PPJ  |
| -------- | --------- | -- | -- | ---- | ---- | ---- | ---- | --- | --- | --- | --- | ---- |
| 2015     | Milwaukee | 6  | 6  | 31.8 | .423 | .000 | .583 | 4.5 | 4.8 | 1.2 | 1.0 | 12.2 |
| 2017     | Chicago   | 5  | 0  | 10.6 | .400 | .000 | .500 | .8  | 1.2 | .4  | .2  | 2.8  |
| 2019     | Orlando   | 5  | 0  | 18.4 | .387 | .250 | .875 | 4.0 | 2.4 | .6  | .0  | 6.6  |
| Carreira | Carreira  | 16 | 6  | 20.2 | .403 | .083 | .652 | 3.1 | 2.8 | .7  | .3  | 7.2  |

### Universitário
| Ano      | Equipe   | PJ | PT | MPJ  | AP   | 3P   | LL   | RT  | AS  | BR  | TO | PPJ  |
| -------- | -------- | -- | -- | ---- | ---- | ---- | ---- | --- | --- | --- | -- | ---- |
| 2011–12  | Syracuse | 26 | 0  | 10.3 | .431 | .389 | .565 | 1.5 | 2.1 | .8  | .3 | 2.7  |
| 2012–13  | Syracuse | 40 | 40 | 35.2 | .393 | .294 | .694 | 5.0 | 7.3 | 2.7 | .5 | 11.9 |
| Carreira | Carreira | 66 | 40 | 22.7 | .412 | .341 | .629 | 3.2 | 4.7 | 1.7 | .4 | 7.3  |

## Vida pessoal
Carter-Williams é filho de Earl Williams e Mandy Zegarowski e enteado de Zach Zegarowski e Rosa Williams. Ele tem uma irmã mais nova, Masey, e três irmãos mais novos: Marcus, Max e Adrian. Seus pais se conheceram enquanto os dois eram jogadores de basquete na Universidade Estadual de Salem, em Salem, Massachusetts.
Ele formou a empresa NFT DeFi Crypto Connections com os parceiros Brooks Brown e Austin Greishober em 2021.

Carter-Williams também está envolvido com a organização de atletismo juvenil MCW Starz, que foi fundada por sua mãe Mandy e seu padrasto Zach, bem como um projeto de cartões esportivos que ele fundou com o prospecto da MLB, Blaze Jordan.